# معركة روفانييمي
معركة روفانييمي (بالفنلندية: Rovaniemen valtaus) وقعت خلال لحرب لابـّي سنة 1944. دار القتال الفعلي بين الفرقة المدرعة الفنلندية وجيش جبال الألماني العشرين في جنوب مدينة روفانييمي. تعود سوء سوء سمعة هذا الصدام للتدمير الذي ألحقه الألمان بالمدينة.
كانت مدينة روفانيببمي عاصمة لمقاطعة لابـّي الشمالية القصوى في فنلندا. خلال الحرب العالمية الثانية كانت مركزاً هاماً للنقل نظراً لوقوعها على الطريق المؤدي إلى منطقة بتسامو والميناء الوحيد الحر في الشمال ليناهاماري.
عندما بدأت حرب الاستمرار بين فنلندا والاتحاد السوفياتي في 194 ، سمحت الحكومة الفنلندية لقوات جيش جبال الألماني العشرين في النرويج بالتمركز في لابـّي للمساعدة في الدفاع عن الحدود الطويلة. هدف الألمان للسيطرة على مناجم النيكل في بتسامو وللاستيلاء على ميناء ميورمانسك الروسي، وقطع قوافل إمدادات الحلفاء للاتحاد السوفياتي. و كانت روفانييمي مقر الألمان في لابـّي وكذلك قاعدة لفرقة لوفتفلوتي 5 من سلاح الجو الألماني.